# Lombens skjutfält
Lombens skjutfält även kallat Lombens och Orrträsks skjutfält är ett militärt övnings- och skjutfält som är beläget cirka 40 km norr om Kalix.

## Historik
Skjutfältet anlades under beredskapstiden, för att öva och utbilda förband som stationerades i Kalixlinjen. Fältet har allt eftersom moderniserats för att möta utbildningskraven på arméförband, och är anpassat för mekaniserade bataljoner och artilleri i samverkan med helikopter- och flygförband. Skjutfältet omfattar en area på drygt 10.500 ha. Cirka 10 km ifrån skjutfältet i Vitvattnet, finns en avlastningsplats vid järnvägen, på sträckan mellan Boden och Haparanda. Till Lombens skjutfält räknas också Orrträsks skjutfält som ligger cirka 17 km norr om Kalix. Skjutfältet förvaltades fram till den 30 juni 2000 av Norrbottens gränsjägare (Gj 67). Från den 1 juli 2000 förvaltas skjutfältet av Norrbottens regemente (I 19)

## Geografi
Södra delarna av skjutfältet utgörs marken i huvudsak av sandhedar med mindre inslag av låga berg och myrmarker. Medan de norra delarna av skjutfältet utgörs av kuperad terräng, där området genomkorsas av dalgångar i nordsydlig riktning. Den centrala delen av skjutfältet utgörs av stora myrmarker. Klimatet på skjutfältet har ljusa, torra och varma somrar. Medan vintern är lång och bjuder på ett i genomsnitt 1 meter djupt snötäcke. Under perioden januari-mars är det inte ovanligt med temperaturer ned mot -35 C.

## Verksamhet
Norrbottens regemente (I 19) använder skjutfältet det tillsammans med Norrbottens flygflottilj (F 21). Men även övriga förband inom Bodens garnison använder sig av skjutfältet.

### Grubbnäsuddenlägret
Grubbnäsuddenlägret är ett läger som tillhör skjutfältet. Lägret ligger cirka 6 km sydost om skjutfältet och uppfördes under början av 1940-talet. Lägret har utvidgats med åren till att omfatta 350 förläggningsplatser och möjligheter att förlägga 600 man i tältförläggning. Vidare finns en militärrestaurang, lektionssalar, expeditioner, drivmedelsanläggningar, sanitetshus, förråd och ett elljusspår samt bastuanläggningar.